# Pintures de San Pedro de Arlanza
Les pintures de San Pedro de Arlanza són un conjunt de pintures murals pertanyent al conjunt de decoració mural de l'església de San Pedro de Arlanza. Va incorporar-se al fons del MNAC el 1943 amb el número de registre 040142-000.

## Història
La major part de la pintura mural romànica conservada és de temàtica religiosa, però també podem trobar decoracions de caràcter cortesà o profà en grans centres monàstics, com és el cas de San Pedro de Arlanza, a Castella. Aquest fragment prové d'una sala de caràcter palatí de l'anomenada torre del Tesoro, damunt la sala capitular, on hi havia representacions zoomòrfiques inspirades en el bestiari. Aquí, hi veiem un griu, ésser fantàstic amb cos de lleó i tors d'àliga, en una actitud vigilant. L'estil de les pintures d'Arlanza es relaciona amb altres obres hispàniques del 1200 de clara influència de la miniatura anglesa, fet que es fa visible en el refinament i la precisió dels motius, combinat amb la seva monumentalitat.
Del mateix conjunt decoratiu, el MNAC n'inclou 5 altres fragments. D'altres es troben al Fogg Art Museum de la Universitat Harvard, a The Cloisters de Nova York, i un altre en una col·lecció particular. Procedeixen d'una sala de l'antiga abadia benedictina de San Pedro de Arlanza (Burgos), situada sobre la sala capitular, al primer pis de la torre del Tesoro.

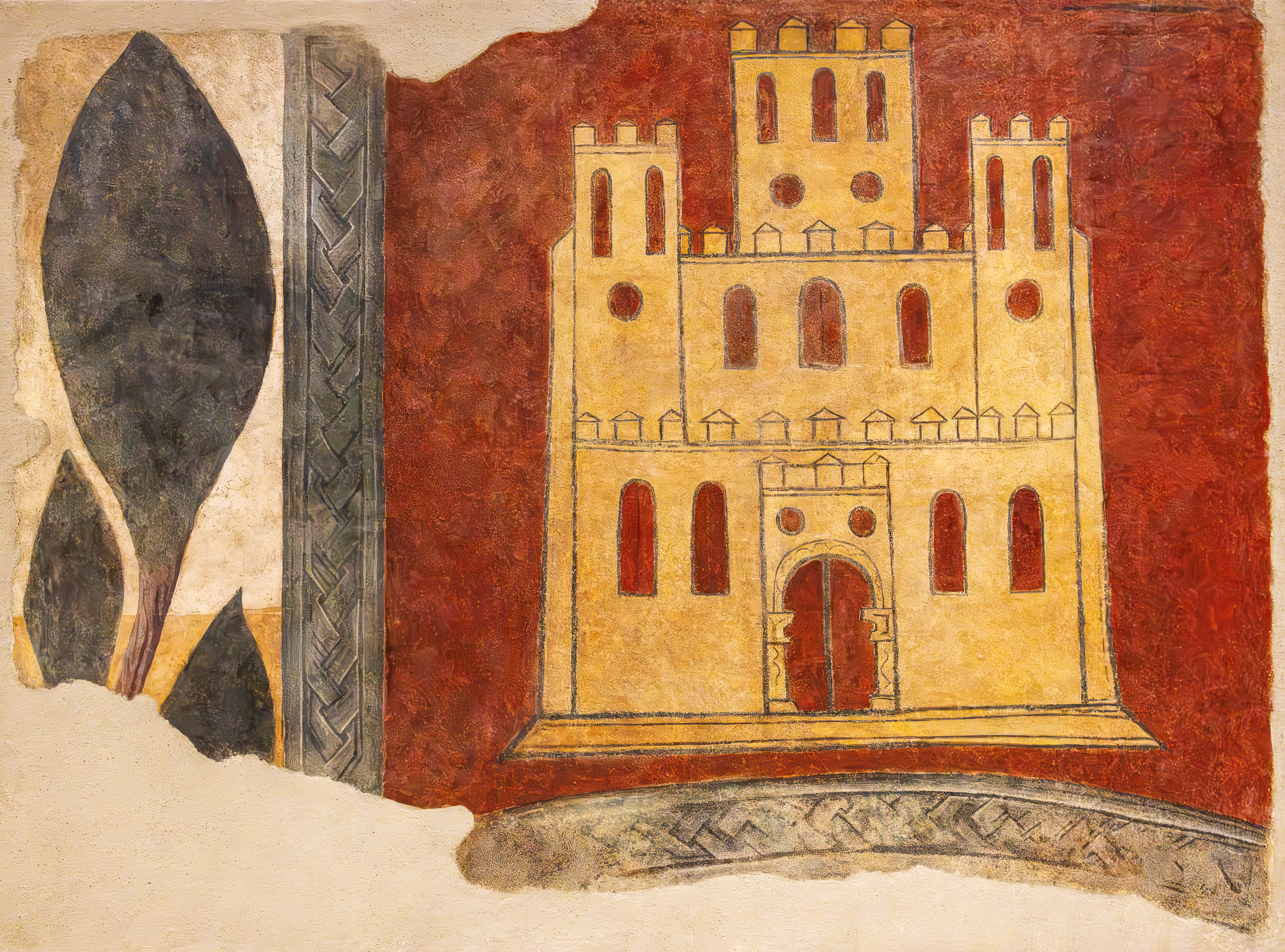
Castell, MNAC
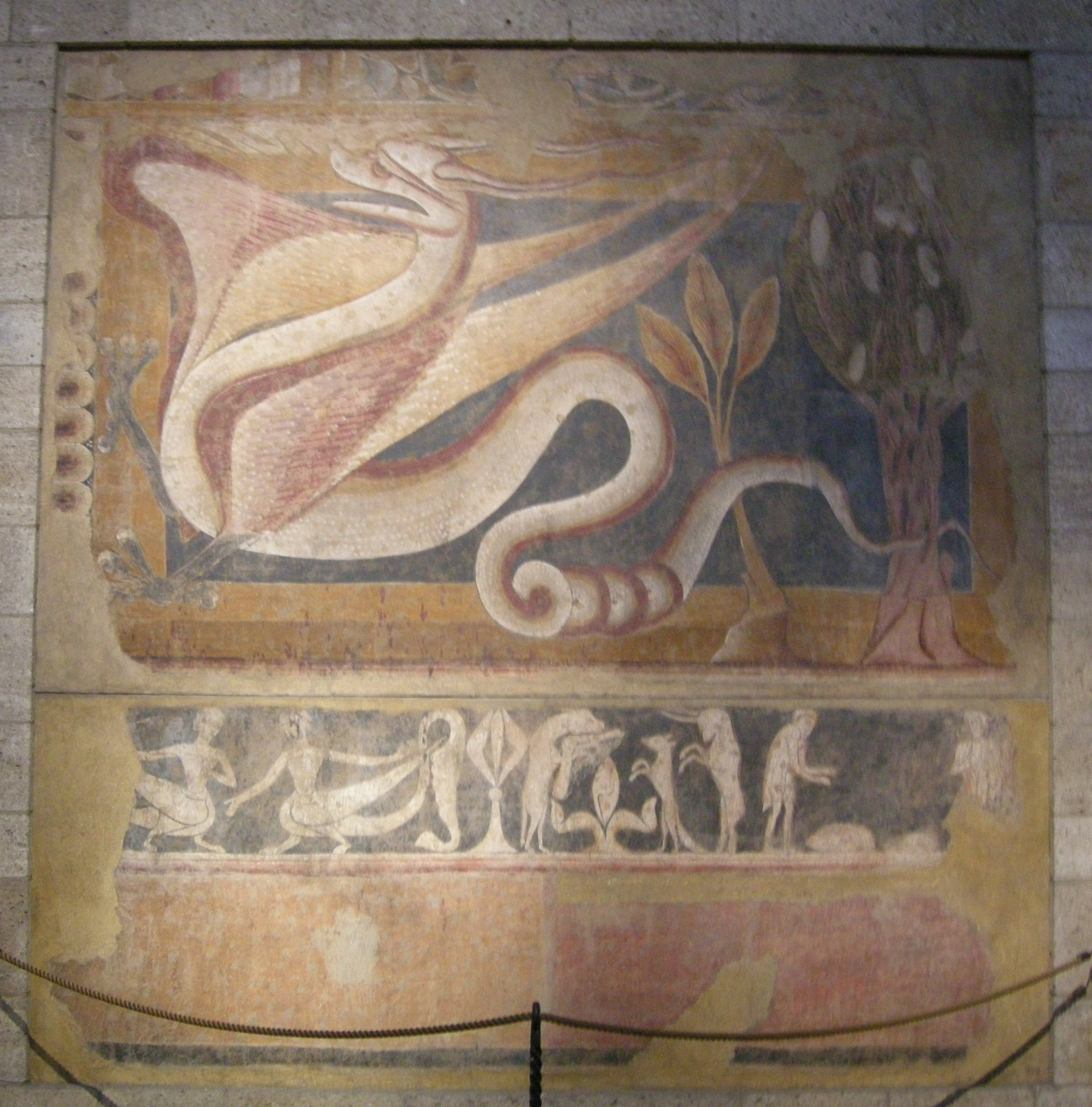
Drac a Nova York
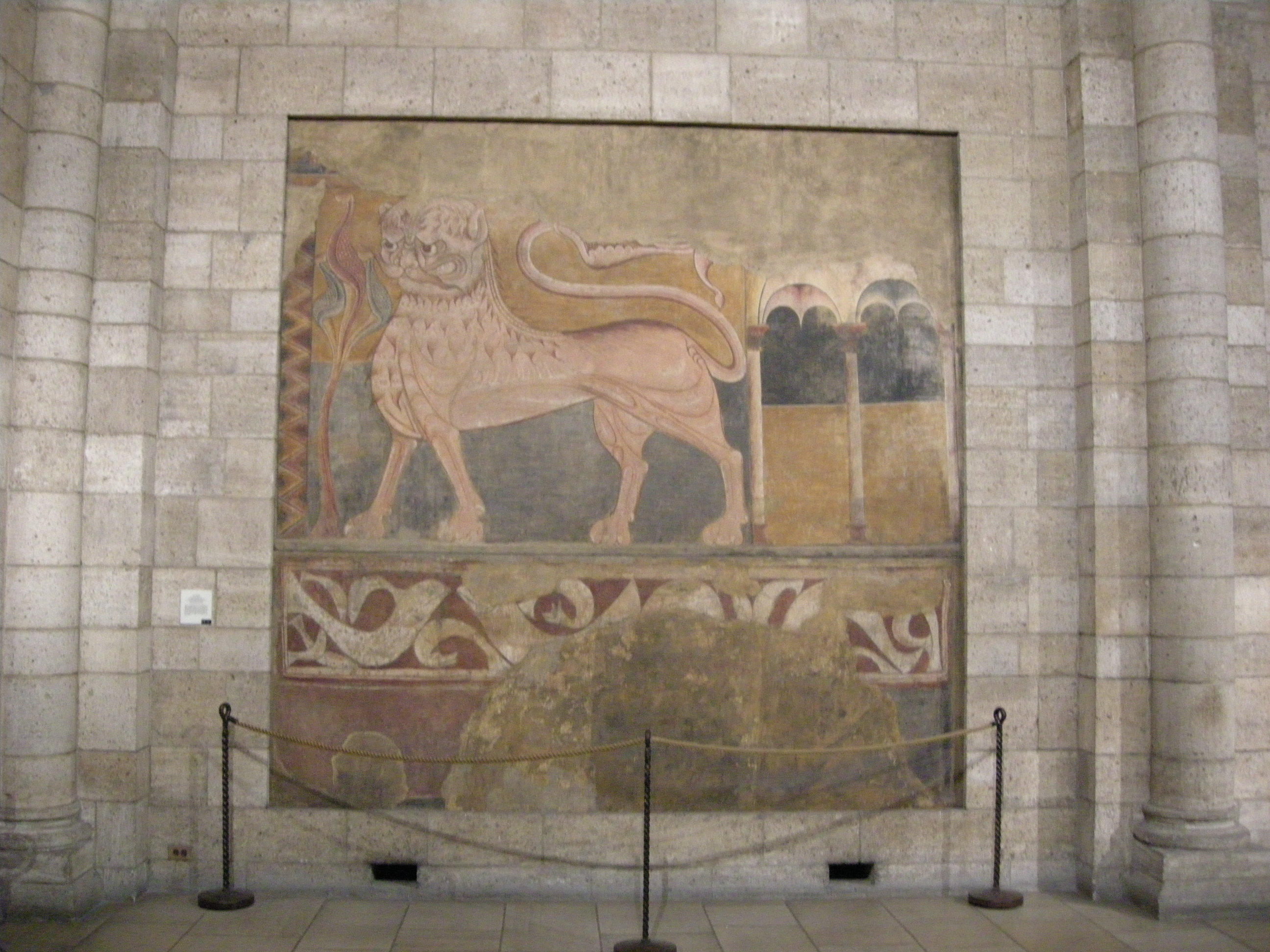
Lleó a Nova York
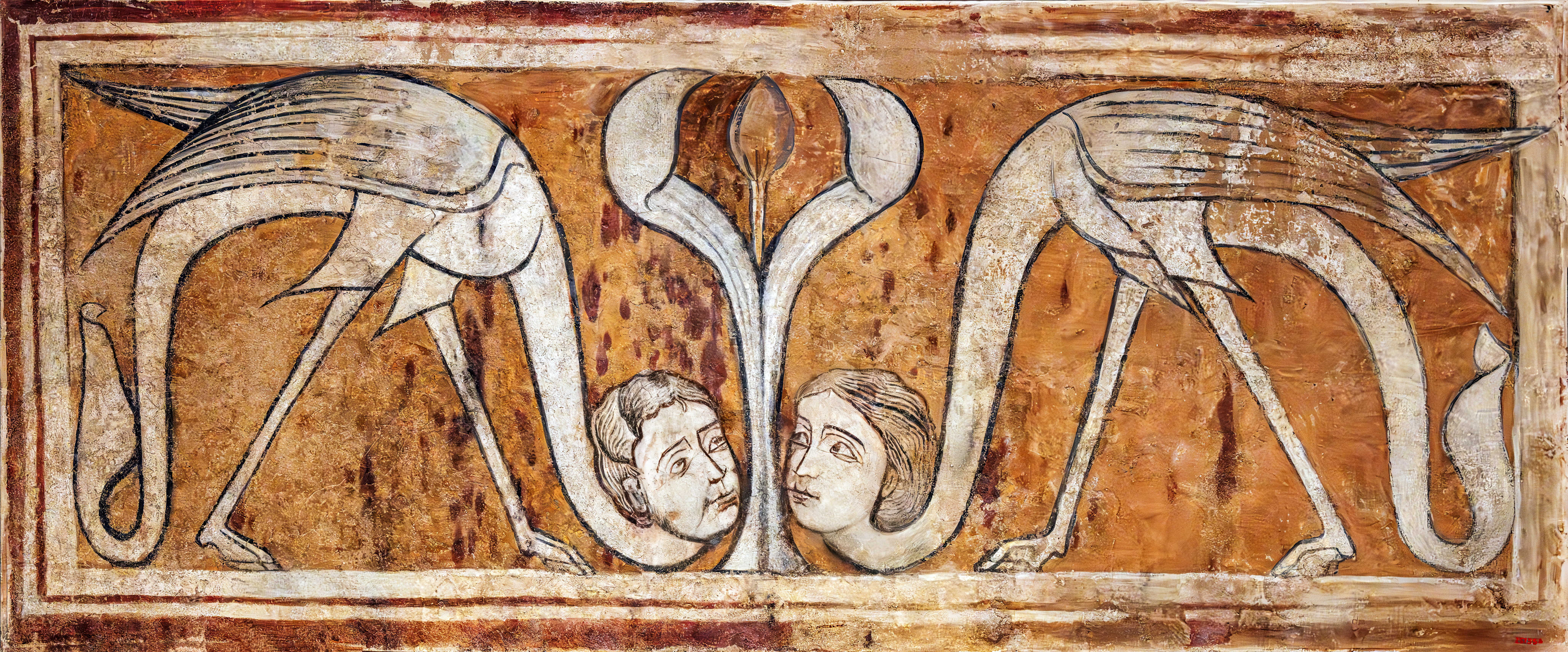
Sirenes ocell, MNAC